# Pizzicato
Pizzicato, palavra italiana que significa "beliscado" (plural: pizzicati), é uma técnica de execução de instrumentos de corda  em que as cordas são pinçadas com os dedos e não friccionadas com o  arco.
Esta técnica vem sendo utilizada há séculos  na música erudita mas passou a ser usada também no jazz, de uma maneira diferente: enquanto na música erudita o pizzicato é apenas um  beliscão  na corda (normalmente feito com um ou dois dedos),  no jazz  colocam-se os dedos (normalmente, com a alternância de dois ou três dedos) quase que paralelos à corda, com isso produzindo um som mais "encorpado".

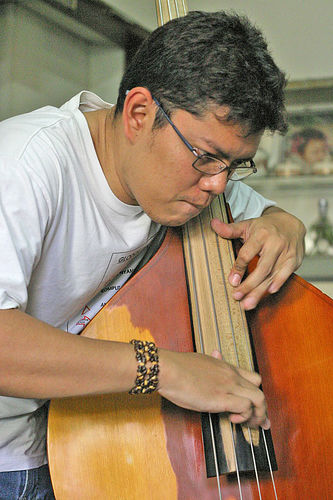
Execução de pizzicato no contrabaixo

## História
As primeiras referências conhecidas à técnica do pizzicato estão na conletânea The First Part of Ayres (1605) de  Tobias Hume (c. 1569-1645), que, em The Souldiers Song e em Harke, Harke pede ao gambista que toque algumas notas com os dedos, e no madrigal Il combattimento di Tancredi e Clorinda (circa 1638 ), de Claudio Monteverdi, que indica aos instrumentistas que não usem o arco mas belisquem as cordas com dois dedos. No tratado Versuch einer gründlichen Violinschule (1756), de Leopold Mozart, é indicado o uso do dedo indicador da mão direita para executar os pizzicati.

### Nojazze norock
Em 1911, Bill Johnson, que tocava contrabaixo (com arco) na original creole jazz band teve o arco  quebrado. Não tendo outro à mão, Bill tratou de tocar dedilhando as cordas com os dedos da mão direita. O resultado agradou tanto que, desde então, usa-se muito pouco o  arco para tocar esse instrumento no jazz. O modo mais comum de execução dessa técnica é usando os dedos indicador e médio para atacar as cordas, podendo-se utilizar também o anelar (muito usado em músicas rápidas, como o heavy metal) e o dedo mínimo. Alguns poucos contrabaixistas usam o polegar, para cima e para baixo, como uma palheta. Um dos grandes mestres desta técnica é o baixista Francis Rocco Prestia, da banda Tower of Power, que possui uma técnica peculiar neste estilo: usando muitas ghost notes (notas mudas ou abafadas, que acrescentam efeitos de percussão ao groove )  e staccati.